# Jaime Heras
Jaime Heras Díaz (Santa Cruz de Tenerife, 13 marzo 1982) è un ex cestista spagnolo. Con un'altezza di 1,92 m, il suo ruolo naturale in campo è quello di guardia.